# Interstate 71
I-71 eller Interstate 71 är en amerikansk väg, Interstate Highway, i Kentucky och Ohio.